# Conseil royal de l'instruction publique (1820-1845)
En France, le conseil royal de l'instruction publique est une instance de l'instruction publique ayant existé de 1820 à 1845. Il succède à la commission de l'instruction publique et sera remplacé par le conseil royal de l'Université.

## Organisation et attributions
L'ordonnance  royal du 1er novembre 1820 puis celle du 27 février 1821 modifie le nom et les fonctions de la commission de l'instruction publique. 
"Le conseil royal de l'instruction publique reprendra le rang et le costume de l'ancien conseil de l'Université"
Le rôle du président est renforcé. Il correspond seul avec le gouvernement et est le destinataire de toutes les lettres. Les diplômes de grades sont intitulés de son nom. Il signe les diplômes, les ordonnances de paiement, les délibérations, les arrêtés et les actes de nomination ainsi que les dépêches. Il nomme aux emplois sur avis du conseil et dispose des places d'employés dans les bureaux.
Au sein du conseil, un des conseillers exerce les fonctions de chancelier. Il signe les diplômes, les délibérations, les arrêtés et les actes de nomination. Il est également chargé de l'instruction et des rapports concernant les facultés (hors théologie catholique) et les écoles spéciales. 
Un autre conseiller exerce les fonctions de trésorier. 
Un des conseillers est chargé des collèges royaux et communaux des départements. Un autre exerce les fonctions de recteur de l'académie de Paris. Un conseiller est chargé des facultés de théologie catholiques et des institutions religieuses. 
Le secrétaire général du conseil est conseiller.

## Nomination
Les membres sont nommés par le roi entre trois candidats présentés par le président, sur avis du conseil, parmi les "personnes les plus recommandables dans l'instruction publique".

## Composition du conseil

### Fonctions

#### Présidents
- 1er novembre 1820 au 20 décembre 1820 : Joseph-Henri-Joachim Lainé  (n'exerce pas), par intérim Georges Cuvier
- 21 décembre 1820 - 31 juillet 1821 : Jacques-Joseph Corbière ministre - secrétaire d’état
- 31 juillet 1821 - 31 mai 1822 : Georges Cuvier (par intérim)

À partir du 1er juin 1822, le conseil est présidé par le grand-maitre de l'université (fonction recréée) qui devient également ministre secrétaire d'état au département de l'instruction publique à partir du 26 aout 1824.
Voir : Liste des ministres français de l'Éducation nationale
De 1822 à 1845 on compte cinq ministre - grand-maitre resté plus d'un an en fonction: 
- Denis Frayssinous 5 ans et demi
- Antoine Lefebvre de Vatimesnil 1 an et demi
- Camille de Montalivet 1 an
- François Guizot 4 ans
- Narcisse-Achille de Salvandy 5 ans
- Abel-François Villemain 5 ans (ancien vice-président)

#### Vice-Président
- 1824-25 : Claude-Bernard Petitot (directeur de l'instruction publique)
- 1825-30 : Joseph-Gaspard-Dieudonné Charpit De Courville (directeur de l'instruction publique)
- 1830-1839 : Abel-François Villemain (nommé ministre)
- 1840-1845 : Louis Jacques Thénard

#### Chancelier
- 1820-1832 : Georges Cuvier (Guéneau par interim en 21-22)
- 1832-1834 : Philibert Guéneau de Mussy
- 1834-1845 : Ambroise Rendu

#### Trésorier
- 1820-1822 : Antoine-Isaac Silvestre de Sacy ?
- 1822-1840 : Siméon Denis Poisson
- 1840-1845 :

#### Secrétaire
- 1820-1824 : Claude-Bernard Petitot
- 1824-1830 : Louis-Urbain de Maussion
- 1830-1839 : Victor Cousin
- 1839-1845 : St Marc Girardin

### Membres
- 1820-1832 : Georges Cuvier (de la commission de l'instruction publique)

- 1820-1834 : Philibert Guéneau de Mussy (de la commission de l'instruction publique)
- 1834-1845 : Mathieu Orfila

- 1820-1830 : Dominique-Charles Nicolle (de la commission de l'instruction publique)
- 1830-1845 : Louis Jacques Thénard

- 1820-1822 : Antoine-Isaac Silvestre de Sacy (de la commission de l'instruction publique)
- 1822-1830 : Louis-Urbain de Maussion
- 1830-1840 : Victor Cousin (nommé ministre)
- 1840-1842 : Théodore Simon Jouffroy
- 1842-1845 : Victor Cousin

- 1820-1822 : Dominique Eliçagaray (de la commission de l'instruction publique)
- 1822-1830 : Michel-Amant Clausel de Coussergues

- 1820-1845 : Ambroise Rendu (de la commission de l'instruction publique)

- 1820-1840 : Siméon Denis Poisson (de la commission de l'instruction publique)
- 1840-1845 : Louis Poinsot

- 1821-1825 : Claude-Bernard Petitot
- 1825-1830 : Joseph-Gaspard-Dieudonné Charpit de Courville
- 1830-1839 : Abel-François Villemain
- 1839-1845 : Paul-François Dubois

- 1822-1830 : Claude-Étienne Delvincourt

- 1838-1845 : Saint-Marc Girardin